# Herminia
Herminia é um gênero de traça pertencente à família Arctiidae.